# یواس‌اس هانتردن کانتی (ال‌اس‌تی-۸۳۸)
یواس‌اس هانتردن کانتی (ال‌اس‌تی-۸۳۸) (به انگلیسی: USS Hunterdon County (LST-838)) یک کشتی بود که طول آن ۳۲۸ فوت (۱۰۰ متر) بود. این کشتی در سال ۱۹۴۴ ساخته شد.